# Smith & Wesson Model 52

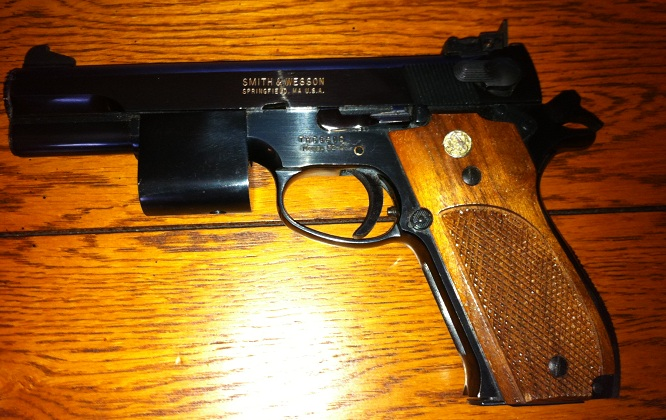
Uma S&W M52-2 com contrapeso no cano.

Smith & Wesson Model 52, por vezes referenciada como 38 Master, é uma pistola semiautomática desenvolvida pela Smith & Wesson para algumas modalidades de tiro desportivo. Ela foi uma das primeiras pistolas semiautomáticas no calibre .38 Special projetada para uso de cartuchos com balas canto-vivo. Uma variante, conhecida como "Model 952", em 9 mm Parabellum, ainda é produzida em pequenas quantidades pelo Smith & Wesson's Performance Center. A Model 52 foi descontinuada em 1992, quando o maquinário para produzi-la quebrou e o custo para substituí-lo era muito alto.